# IFK Sundsvall
IFK Sundsvall – szwedzki klub piłkarski z siedzibą w mieście Sundsvall, założony 22 lutego 1895 roku. Aktualnie występuje w Division 2, czwartej lidze Szwecji. Spędził 5 sezonów w najwyższej szwedzkiej lidze - Allsvenskan.

## Sukcesy
- 7. miejsce w Allsvenskan: 1980